# Fuji Television
Fuji Television (sau Fuji TV) este un canal de televiziune japonez fondat la 18 noiembrie 1957. Este principalul canal al Fuji News Network (FNN) și Fuji Network System (FNS). Sediul central este în Odaiba, Minato, Tokio.